# اداروالی
دکتر فرید سینایی.